# 砷酸钷
砷酸钷是钷的砷酸盐，化学式为PmAsO4，具有放射性。
砷酸钷具有硅酸锆（ZrSiO4）结构。

## 制备
砷酸钷可由砷酸二氢钠（NaH2AsO4）和硝酸钷（Pm(NO3)3）在溶液中反应制得。